# Lothar Dirmhirn

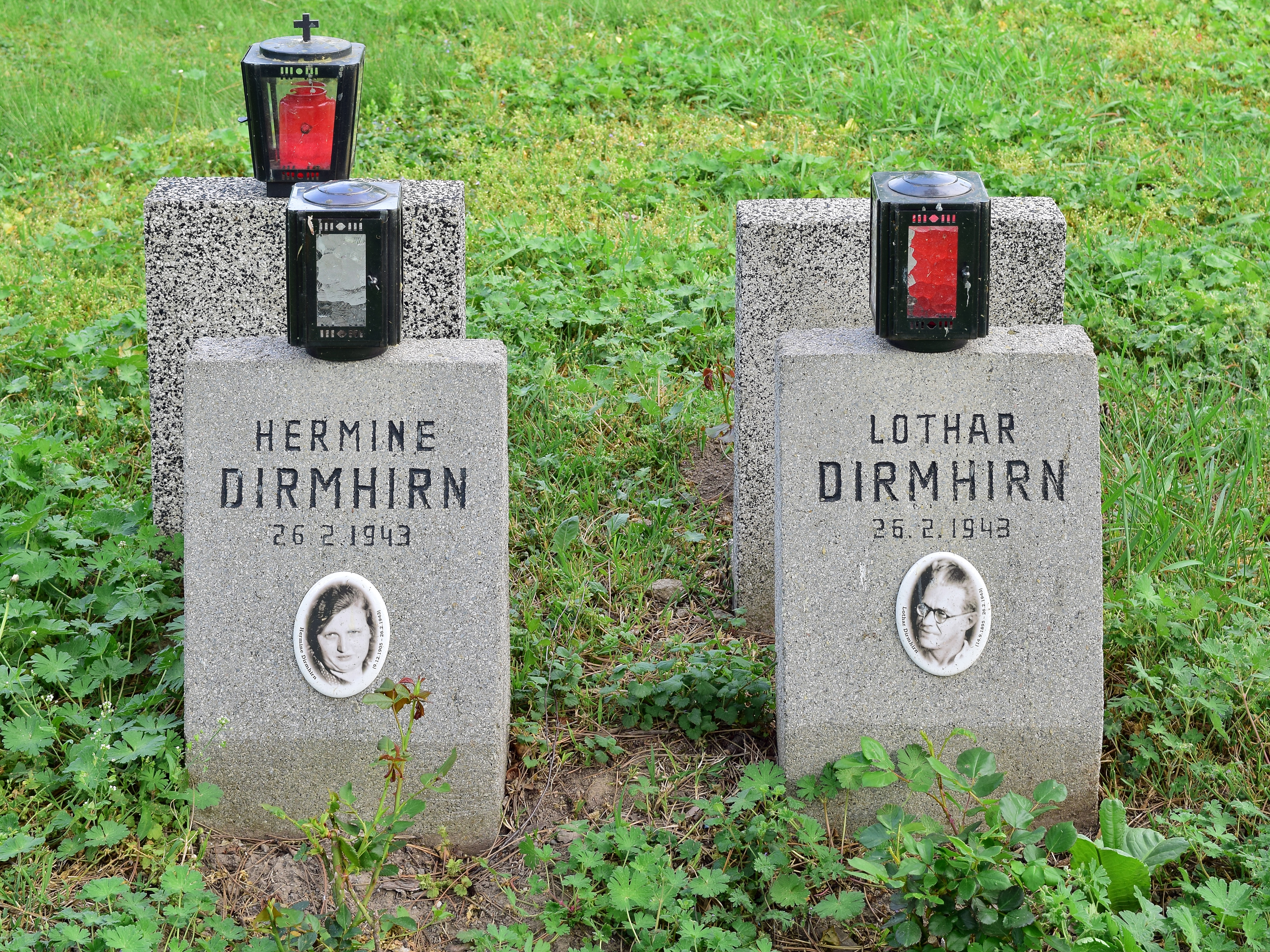
Grab von Hermine und Lothar Dirmhirn in Gruppe 40 im Wiener Zentralfriedhof

Lothar Dirmhirn (* 14. September 1895 in Wien; † 26. Februar 1943 ebd.) war Stadtinspektor bei den Städtischen Wasserwerken Wien und Widerstandskämpfer.
Von 1938 bis 1941 war Dirmhirn Funktionär der Stadtleitung der KPÖ Wien und errichtete an seinem Arbeitsplatz, den Städtischen Wasserwerken, eine Betriebszelle, deren Mitglieder Beiträge zur Unterstützung der Angehörigen verhafteter Kommunisten leisteten. Bei einer Hausdurchsuchung wurden dann ein kommunistisches Flugblatt sowie eine Pistole mit Patronen. Zusammen mit seiner Frau Hermine Dirmhirn (* 9. Dezember 1905), die ebenfalls KP-Funktionärin war, wurde er 1941 von der Gestapo erkennungsdienstlich erfasst. Beide wurden anschließend vom Volksgerichtshof wegen Wehrkraftzersetzung und Vorbereitung zum Hochverrat zum Tode verurteilt und  am 26. Februar 1943 im Landesgericht Wien hingerichtet.

## Gedenken
- Die Leichname des Ehepaares wurden in einem gemeinsamen Grab im Ehrenhain der Gruppe 40,  Reihe 29 Nummer 8 im Wiener Zentralfriedhof bestattet.
- Im ehemaligen Hinrichtungsraum des Wiener Landesgerichts findet sich sein Name auf einer der Gedenktafeln.
- Am 25. April 2017 wurde auf Initiative des Enkels Herwig Dirmhirn in Ottakring ein „Stein der Erinnerung“ vor dem Gemeindebau am Nietzscheplatz 2 für Hermine und Lothar Dirmhirn angebracht.[2][3]

Die Dirmhirngasse in Wien-Liesing ist nach seinem Cousin, dem Schuldirektor Arnold Dirmhirn (1882–1933) benannt.